# コンスタンス・ド・ブルターニュ

コンスタンス・ド・ブルターニュのバナー

コンスタンス・ド・ブルターニュ（フランス語:  Constance de Bretagne, ブルトン語: Konstanza Breizh, 1161年 - 1201年9月5日）は、ブルターニュ女公（在位：1166年 - 1201年）、リッチモンド女伯（1171年 - 1201年）。コンスタンス・ド・パンティエーヴル（Constance de Penthièvre, ブルトン語：Konstanza Penture）とも。ブルターニュ公アルテュール1世（アーサー・オブ・ブリタニー）の母。ブルターニュ公コナン4世とマーガレット・オブ・ハンティングダン（ノーサンバランド伯・ハンティンドン伯ヘンリーの娘、スコットランド王マルカム4世とウィリアム1世の姉妹）の唯一の子。

## 生涯
1166年に父コナン4世が彼女のためを思って譲位し、コンスタンスはブルターニュ女公に就いたが、実際にはイングランド王ヘンリー2世が実権を握っていた。ノルマン・コンクエスト以来、ブルターニュ公はフランス王ではなくノルマンディー公（この当時はイングランド王でもある）に臣従礼をとっており、またイングランド王以外はブルターニュ伯を公とは呼んでいなかった。
1181年、ヘンリー2世と王妃アリエノール・ダキテーヌの四男ジェフリー（ジョフロワ）と結婚した。広大な公国の相続人たるコンスタンスと結婚することで、ジェフリーに領地と地位を与えるための政略結婚であった。後ろ盾を持たないコンスタンスにとっては、選択の余地のないことだった。2人の間にはフェア・メイド・オブ・ブリタニー（Fair Maid of Brittany）と呼ばれた長女アリエノール（1182/1184年 - 1241年）とアルテュール（1187年 - 1203年）が生まれた。
父の共同君主に立てられた兄・若ヘンリー、母のお気に入りのアキテーヌ公リシャール（のちのリチャード1世）の厚遇に歯がみしながら、ジェフリーは1186年8月19日にフランス王フィリップ2世が開催したパリでの馬上槍試合で受けた傷が元で急死したが、彼はコンスタンスを一切政治に関わらせていなかった。
夫の死によってコンスタンスは初めて権力の行使に関わることになった。しかし、ブルターニュ公の宗主たるヘンリー2世は、コンスタンスを第6代チェスター伯ラヌルフ（ラヌルフ・ド・メシーヌ、あるいはラヌルフ・ド・ブロンドヴィル - ロビン・フッドの物語ではリチャードの腹心とされる）と再婚させた。
1196年、コンスタンスは8歳になったばかりの息子アルテュールを、貴族たちの集会でブルターニュ公として認めさせた。こういった意図を挫くために、リチャード獅子心王は彼女を夫に命じて監禁させた。コンスタンスの監禁場所はポントルソンかタイレであったと思われる。解放されるとコンスタンスは夫と別れ、ギー・ド・トゥアール（トゥアール副伯ジョフロワ4世の子）と再婚した。この結婚によって、アリックス（ドルー家ブルターニュ公初代のピエール・ド・ドルー（悪僧侶ピエール、ピエール・モクレール）と結婚。AliceまたはAlixと綴られる）とカトリーヌ（ヴィトレ領主アンドレ3世と結婚）の2人の子供が生まれた。
コンスタンスは、人生の最後の数年を平和に過ごし、自分の死後に起こる子供たちの悲運を知らぬまま、1201年に亡くなった。遺体はノートルダム・ドヴィルヌーヴの修道院に葬られた。

## 子女
最初の夫ジョフロワとの間に3人の子女を儲けた。
- アリエノール（1182/4年 - 1241年）
- マティルダ（1185年頃 - 1189年以前）
- アルテュール1世（1187年 - 1203年）- ブルターニュ公

三度目の夫ギー・ド・トゥアールとの間に以下の娘を儲けた。
- アリックス（1200年 - 1221年） - ブルターニュ女公、ピエール・ド・ドルーと結婚
- カトリーヌ（1201年 - 1240年） - アンドレ3世・ド・ヴィトレと結婚

また、ギーとの間にさらにもう一人娘を儲けたとする文献も見られる。
- マルグリット（1201年 - 1216/20年） - ロアン子爵ジョフロワ1世と結婚